# Morte in mare aperto e altre indagini del giovane Montalbano
Morte in mare aperto e altre indagini del giovane Montalbano è un libro di Andrea Camilleri, pubblicato nel 2014 dalla casa editrice Sellerio di Palermo, che raccoglie otto racconti:

## Trame dei racconti

### La stanza numero 2
Livia e Salvo assistono per caso all'incendio dell'Albergo Panorama. Riescono a salvarsi il proprietario Aurelio Ciulla e sei clienti che alloggiavano tutti al primo piano, mentre la stanza numero 2 era al piano terra e…

### Doppia indagine
Il geometra Guarraci denuncia la scomparsa della moglie Giovanna, dopo che lui l'aveva lasciata al sottopasso vicino alla stazione. Giovanna andava a trovare la sorella gemella Lia per portarle un prestito in contanti.

Il questore Burlando chiede a Salvo di accompagnare Mimì con cui voleva congratularsi per l'arresto di una banda di rapinatori ma in strada un motociclista spara verso di loro.

La doppia indagine  viene risolta con un momento raccapricciante e grazie al fiuto di Montalbano.

### Morte in mare aperto
Tano Cipolla (sposato con Lella gemella di Lalla che vive con loro) mentre era sul Carlo III, in mare aperto ha sparato, dice per errore, al motorista Franco Arnone. I pescherecci sono 5, tutti Carlo tra il I e V e sono di proprietà di Matteo Cosentino. Ma a Moltalbano qualcosa non quadra e non solo per la morte… accidentale.

### Il biglietto rubato
Totò Barletta, proprietario del Caffè Castiglione, si rivolge al Commissario per la scomparsa della banconista Pamela. La ragazza ha casa in affitto dalla vedova impicciona Rosalia Insalaco. Lì scoprono che Ernesta Bianchi, vero nome di Pamela, annotava tutto sui suoi molti amanti che cambiava spesso. Del biglietto rubato si saprà solo alla fine.

### La transazione
Le 100 cassette della Banca Agricola di Montelusa a Vigata sono state svaligiate. Il direttore Vittorio Barracuda è il genero del boss Laurentano dei Sinagra. Si fa avanti Carnelo Provvisorio, titolare di una cassetta di sicurezza e zio di uno degli impiegati, Angelo Curreli; quest'ultimo rivela a Montalbano di voler cambiare impiego perché in quella banca qualcosa lo ha turbato. Un uomo dei Cuffaro viene ucciso ed è naturale supporre sia opera dei Sinagra per vendicarsi della rapina subita e così sta per iniziare una guerra fra famiglie mafiose. Montalbano si mette in mezzo e la ferma.

Ma la transazione che segue tra i Cuffaro e i Sinagra cosa prevederà esattamente?

### Come voleva la prassi
Incubo: Montalbano partecipa ad un'asta di schiave del sesso.

Una ragazza con terribili ferite arriva dentro il portone di un palazzo e lì muore. Perché è andata proprio lì? L'unico motivo, tra gli inquilini, potrebbe essere il giovane cameramen Davide Guarnotta, ma lui nega. Con l'aiuto di Zito di Retelibera si viene a sapere che la ragazza frequentava il Labrador, locale dei Cuffaro.

Quando la verità comincerà ad emergere, Montalbano ne resterà molto impressionato ma dovrà adattarsi ed agire proprio come voleva la prassi.

### Un'albicocca
Salvo e Livia fanno un lungo giro per rientrare a Marinella da Punta Raisi.

Incubo: Montalbano di ritorno da Parigi è costretto dai doganieri a passare per la Svizzera e quindi viene arrestato per contrabbando di una pera.

Annarosa Testa è precipitata perché soffocata dal nocciolo di un'albicocca e poi è morta nello schianto. Ma questa versione non convince Montalbano che per risolvere il caso è disposto a disattendere a qualche regola.

### Il ladro onesto
Un ladro riesce ad entrare nelle case come passasse attraverso i muri e ruba a seconda delle possibilità: ai poveri mille lire, ad altri venti o trentamila. Da un'idea di Fazio arriva il sospettato, Michele Gangitano che a Montalbano enuncia la sua teoria per cui la legge uguale per tutti è un'ingiustizia.

Il rapimento di una ragazza distoglie tutto il commissariato dal ladro onesto, ma è lui ora a cercare Montalbano, perché...

## Edizioni
- Andrea Camilleri, Morte in mare aperto e altre indagini del giovane Montalbano, collana La memoria, Palermo, Sellerio editore, 2014, ISBN 978-88-389-3253-3.

- Andrea Camilleri, Morte in mare aperto e altre indagini del giovane Montalbano (e-book), collana La memoria 980, Palermo, Sellerio editore, 2014, ISBN 978-88-389-3296-0.